# Sydamerika
Sydamerika er et kontinent (en af de 7 verdensdele) med en størrelse på ca. 17,8 mio. km² hvoraf det meste af arealet ligger syd for ækvator. Sydamerika ligger mellem Stillehavet og Atlanterhavet og er forbundet med Nordamerika ved Panamatangen i Mellemamerika.
Historisk har de såkaldte ABC-stater (Argentina, Brasilien og Chile) forsøgt at samarbejde, blandt andet for at mindske USA's indflydelse på kontinentet.

## Geografi
Sydamerika er verdens fjerdestørste kontinent. Sydamerika har et blandet landskab med kæmpe floder, regnskov, ørken og høje bjerge. Den 6570 km lange Amazonflod løber igennem Amazonjunglen. Flodens bækken dækker et enormt område på 8 mio. km². Andesbjergene strækker sig hele vejen fra nord til syd i den vestlige side af kontinentet. Bjergene er forholdsvis nye og er dannet ved at Nazcapladen skubber sig ind under den sydamerikanske plade, som derved trykkes op. Højderne når helt op på 6959 meter ved Aconcagua i Argentina og ned på 105 meter under jordens overflade. Atacamaørkenen i Chile er det tørreste sted på kloden.

## Historie
De første mennesker kom formodentligt til Sydamerika fra Rusland over Beringstrædet, ned gennem Amerika. De var indianere. Mest kendt er nok inkaerne.
Efter at Columbus fra 1492 gjorde Amerika kendt for europæerne, er europæere strømmet til kontinentet i håb om rigdom, magt eller lykke. Alle lande i Sydamerika har været underlagt et europæisk land. I 1494 blev Traktaten i Tordesillas indgået og Sydamerika blev delt mellem Spanien (der fik hovedparten) og Portugal, der fik den østligste del af Brasilien. Guyana og Surinam blev senere koloniseret af Holland. Kolonitiden har haft stor betydning for landene mange år fremover. De oprindelige indianske sprog er mange steder udryddet. I 1800-tallet opnåede de fleste af landene uafhængighed (på nær Surinam (1975) og Guyana (1975)). De næste mange år har generelt været problematiske med borgerkrig, diktaturer og udgang fra fattigdom.

## Demografi
Sydamerika har en befolkning på 370 mio. mennesker. Det er en broget mængde, da man har de oprindelige indianere blandet med europæerne, immigrerende asiatere samt efterkommere af afrikanske slaver. I den vestlige del i Andesbjergene er størstedelen af befolkningen indianere, mens europæere dominerer i Argentina, Chile, Brasilien og Uruguay.   Det er lidt svært at sige noget nærmere, da etniciteterne blev blandet efter mange år. Befolkningstætheden er for det meste lille, men på den sydlige del af Atlanterhavskysten er der kommet storbyområder som Rio De Janeiro, Sao Paulo og Buenos Aires.

## Lande i Sydamerika
Sydamerika består af tolv lande:
- Argentina
- Bolivia
- Brasilien
- Chile
- Colombia
- Ecuador
- Guyana
- Paraguay
- Peru
- Surinam
- Uruguay
- Venezuela

Samt tre ikke-uafhængige territorier:
- Falklandsøerne (Storbritannien)
- Fransk Guyana (Frankrig)
- Sydgeorgien og Sydsandwichøerne (Storbritannien)

## Økonomi

### Landbrug
De fire lande med det største landbrug i Sydamerika er Brasilien, Argentina, Chile og Colombia. I øjeblikket:
- Brasilien er verdens største producent af sukkerrør, sojabønne, kaffe, appelsin, guarana, açaí og Brasilianske nødder; er en af de 5 største producenter af majs, papaya, tobak, ananas, banan, bomuld, bønne, kokosnød, vandmelon og citron; og er en af de 10 største producenter i verden af kakao, cashewnødder, avocado, khaki, mango, guava, ris, sorghum og tomat;
- Argentina er en af de 5 største producenter i sojabønne, majs, solsikke, citron og pære, en af de ti største verdensproducenter af byg, vindrue, artiskok, tobak og bomuld og en af de 15 største verdensproducenter af hvede, sukkerrør, sorghum og grapefrugt;
- Chile er en af verdens top fem producenter af kirsebær og tranebær og en af verdens 10 bedste producenter af vindrue, æble, kiwi og fersken med fokus på eksport af høj kvalitet frugt;
- Colombia er en af verdens fem største producenter af kaffe, avocado og palmeolie og en af verdens ti største producenter af sukkerrør, banan og ananas;
- Peru er en af de 5 største producenter af avocado, blåbær, artiskok og asparges, en af verdens ti største producenter af kaffe , en af de 15 største producenter i verden af kartoffel og ananas, og har også en betydelig produktion af vindrue, sukkerrør, ris, banan, majs og kassava; dets landbrug er bemærkelsesværdigt diversificeret;
- Landbrug i Paraguay er i øjeblikket under udvikling og er i øjeblikket den sjette største producent af sojabønne i verden og går på listen over de 20 største producenter af majs og sukkerrør.[4]

### Husdyr
Brasilien er verdens største eksportør af kyllingekød: 3,77 millioner tons i 2019.  Landet ejer den anden besætning af verdens største kvæg, 22,2% af verdensbesætning. Landet var den næststørste producent af oksekød i 2019 og tegnede sig for 15,4% af verdensproduktionen.  Det var også den tredjestørste producent af mælk i verden i 2018. I år producerede landet 35,1 milliarder liter.  I 2019 var Brasilien den fjerde største producent af svinekød i verden med næsten 4 millioner tons. 
I 2018 var Argentina den fjerde største producent af oksekød i verden med en produktion på 3 millioner tons (kun efter USA, Brasilien og Kina). Uruguay er også en stor kødproducent. I 2018 producerede den 589.000 tons oksekød. 
I produktionen af kyllingekød er Argentina blandt de 15 største producenter i verden, og Peru og Colombia er blandt de 20 største. Ved produktionen af oksekød er Colombia en af de 20 største producenter i verden. I produktionen af honning er Argentina blandt de 5 største producenter i verden og Brasilien blandt de 15 største. I tilfælde af komælk Argentina er en af de 20 største producenter i verden.

### Minedrift
Chile bidrager med omkring en tredjedel af verdensproduktionen af kobber. I 2018 var Peru den næststørste producent af sølv og kobber i verden og den sjette producent af guld (de tre metaller, der genererer mest værdi), og "er verden tredjestørste producent af zink og tin og fjerde af bly. Brasilien er verdens næststørste eksportør af jernmalm, der ejer 98% af de kendte reserver af niob i verden og er en af verdens fem bedste producenter af bauxit, mangan og tin. Bolivia er verdens femte største producent af tin, den syvende største sølv producent og den ottende største zink producent i verden. 

### Olie og gas
Ved produktionen af råolie var Brasilien den tiende verdens olieproducent i 2019 med 2,8 millioner tønder / dag. På det enogtyvende sted Venezuela med 877 tusind tønder / dag, Colombia den 22. med 886 tusind tønder / dag, Ecuador den 28. med 531 tusind tønder / dag og Argentina. 29 med 507 tusind tønder / dag. Da Venezuela og Ecuador forbruger lidt olie og eksporterer det meste af deres produktion, er de en del af OPEC. Venezuela bemærkede et kraftigt fald i produktionen efter 2015 (hvor den producerede 2,5 millioner tønder / dag) og faldt i 2016 til 2,2 millioner, i 2017 til 2 millioner, i 2018 til 1,4 millioner og i 2019 til 877 tusind på grund af manglende investering.
Ved produktionen af naturgas, 2018, producerede Argentina 1524 bcf (milliard kubikfod), Venezuela 946, Brasilien 877, Bolivia 617, Peru 451, Colombia 379.

### Industri
Verdensbanken viser de største producentlande hvert år baseret på den samlede produktionsværdi. Ifølge listen over 2019 har Brasilien den trettende mest værdifulde industri i verden (U $ 173,6 mia.), Venezuela den tredive (US $ 58,2 mia. Dog afhængigt af råolie for at opnå denne værdi), Argentina 31 den største (U $ 57,7 mia.), Colombia den 46. største (U $ 35,4 mia.), Peru den 50. største (U $ 28,7 mia.) Og Chile den 51. største (U $ 28,3 mia.). 
I Latinamerika opnår kun få lande fremskrivning i industriel aktivitet: Brasilien, Argentina og, mindre fremtrædende, Chile. Helt fra starten fik industrialiseringen i disse lande et stort løft fra 2. verdenskrig: Dette forhindrede krigende lande i at købe de produkter, de brugte til at importere og eksportere det, de producerede. Derefter kunne de drage fordel af rigelige lokale råvarer, lave lønninger til arbejdsstyrken og en vis specialisering fra indvandrere, lande som Brasilien og Argentina samt Venezuela, Chile, Colombia og Peru, implementere store industriparker. Generelt er der industrier i disse lande, der kræver lidt kapital og enkel teknologi til installation, såsom fødevare- og tekstilindustrien. De grundlæggende industrier (stål osv.) Såvel som metallurgiske og mekaniske industrier skiller sig også ud.
Industriparkerne i Brasilien, Argentina og Chile viser imidlertid meget større mangfoldighed og sofistikering og producerer avancerede tekniske objekter. I de andre lande i Sydamerika dominerer den primære eksportforarbejdningsindustri.
Brasilien er den industrielle leder i Latinamerika. Om industri, I fødevareindustrien, i 2019, var Brasilien den næststørste eksportør af forarbejdede fødevarer i verden.  I 2016 var landet den 2. største producent af cellulose i verden og den 8. producent af papir. I fodtøjsindustrien rangerede Brasilien i 2019 på 4. plads blandt verdensproducenter.  I 2019 var landet den 8. producent af motoriseret køretøj og den 9. producent af stål i verden. I 2018 var kemisk industri i Brasilien den 8. i verden. I tekstilindustrien er Brasilien, selv om den var blandt de 5 største verdensproducenter i 2013, meget lidt integreret i verdenshandelen. I luftfartsindustrien har Brasilien Embraer, den 3. største flyproducent i verden, bag Boeing og Airbus.

### Turisme
På listen over verdens turistmål var Argentina det 47. mest besøgte land i 2018 med 6,9 millioner internationale turister (og en omsætning på 5,5 milliarder dollars). Brasilien var den 48. mest besøgte med 6,6 millioner turister (og en omsætning på 5,9 milliarder dollars); Chile på 53. plads med 5,7 millioner turister (og en omsætning på 2,9 milliarder dollars); Peru i position 60 med 4,4 millioner turister (og en omsætning på 3,9 milliarder dollars); Colombia 65. med 3,8 millioner turister (og en omsætning på 5,5 milliarder dollars); Uruguay 69. med 3,4 millioner turister (og 2,3 milliarder dollars i omsætning). Bemærk, at antallet af turister ikke altid afspejler det monetære beløb, som landet modtager fra turismen. Nogle lande spiller et højere niveau af turisme og får større fordele. Turisme i Sydamerika er stadig ikke særlig udviklet: I Europa modtager f.eks. Lande årlige turistværdier som $ 73,7 milliarder dollars (Spanien) og modtager 82,7 millioner turister eller 67,3 milliarder dollar (Frankrig), der modtager 89,4 millioner turister . Mens Europa modtog 710 millioner turister i 2018, Asien 347 millioner og Nordamerika 142,2 millioner, Sydamerika kun 37 millioner, Mellemamerika 10,8 millioner og Caribien 25,7 millioner. 